# Браун, Дием
Дием Браун (12 июня 1980 — 14 ноября 2014) — развлекательный корреспондент.

## Биография
Развлекательный корреспондент для «Sky Living» (британский телеканал, принадлежащий «BSkyB») и повторяющийся участник на реалити-шоу MTV «Алчные экстремалы».
В 2008 году сняла, снялась, спродюсировала и написала сценарий к телесериалу «Голливудский мальчишник в Лас-Вегасе».
Браун встречалась с соучастником «Алчных экстремалов» Крисом Тамбурелло полтора года.
Браун создала веб-сайт «MedGift», помогающий собрать средства для лечения больных раком. Сама же Дием скончалась после 11-ти лет борьбы с раком яичников на 35-м году жизни.